# Schismatoglottis pyrrhias
Schismatoglottis pyrrhias är en kallaväxtart som beskrevs av Alistair Hay. Schismatoglottis pyrrhias ingår i släktet Schismatoglottis och familjen kallaväxter. Inga underarter finns listade.